# Torps socken, Dalsland
Torps socken i Dalsland ingick i Valbo härad, ingår sedan 1971 i Färgelanda kommun och motsvarar från 2016 Torps distrikt.
Socknens areal är 85,8 kvadratkilometer varav 79,04 land. År 2000 fanns här 484 invånare. Orten Ellenö samt sockenkyrkan Torps kyrka ligger i socknen.

## Administrativ historik
Socknen har medeltida ursprung. 
Vid kommunreformen 1862 övergick socknens ansvar för de kyrkliga frågorna till Torps församling och för de borgerliga frågorna bildades Torps landskommun. Landskommunen inkorporerades 1952 i Ödeborgs landskommun som upplöstes 1967, då denna del uppgick uppgick i Färgelanda landskommun som 1971 ombildades till Färgelanda kommun. Församlingen uppgick 2010 i Färgelanda församling.
1 januari 2016 inrättades distriktet Torp, med samma omfattning som församlingen hade 1999/2000.  
Socknen har tillhört län, fögderier, tingslag och domsagor enligt vad som beskrivs i artikeln Valbo härad. De indelta soldaterna tillhörde Västgöta-Dals regemente och Valbo kompani.

## Geografi
Torps socken ligger nordväst om Vänersborg kring Valboån och Elnesjön. Socknen har odlingsbygd vid ån och sjön i norr och är i övrigt i söder en starkt kuperad skogsbygd.

## Fornlämningar
Några boplatser och en hällkista från stenåldern har påträffats. Från bronsåldern finns ett 20-tal gravrösen. Från järnåldern finns gravfält och en domarring.

## Namnet
Namnet skrevs på 1330-talet Thorp och kommer från kyrkbyn. Namnet innehåller torp, 'nybygge'.

## Befolkningsutveckling
| Befolkningsutvecklingen i Torps socken, Dalsland 1780–1990                                              | Befolkningsutvecklingen i Torps socken, Dalsland 1780–1990 | Befolkningsutvecklingen i Torps socken, Dalsland 1780–1990 | Befolkningsutvecklingen i Torps socken, Dalsland 1780–1990 | Befolkningsutvecklingen i Torps socken, Dalsland 1780–1990 |
| --- | ---------------------------------------------------------- | ---------------------------------------------------------- | ---------------------------------------------------------- | ---------------------------------------------------------- |
| |                                                            |                                                            |                                                            |                                                            |
| År |                                                            |                                                            | Folkmängd                                                  |                                                            |
| 1780 | 1780                                                       |                                                            | 664                                                        |                                                            |
| 1790 | 1790                                                       |                                                            | 695                                                        |                                                            |
| 1800 | 1800                                                       |                                                            | 630                                                        |                                                            |
| 1810 | 1810                                                       |                                                            | 669                                                        |                                                            |
| 1820 | 1820                                                       |                                                            | 755                                                        |                                                            |
| 1830 | 1830                                                       |                                                            | 921                                                        |                                                            |
| 1840 | 1840                                                       |                                                            | 932                                                        |                                                            |
| 1850 | 1850                                                       |                                                            | 1 100                                                      |                                                            |
| 1860 | 1860                                                       |                                                            | 1 301                                                      |                                                            |
| 1870 | 1870                                                       |                                                            | 1 410                                                      |                                                            |
| 1880 | 1880                                                       |                                                            | 1 332                                                      |                                                            |
| 1890 | 1890                                                       |                                                            | 1 216                                                      |                                                            |
| 1900 | 1900                                                       |                                                            | 1 129                                                      |                                                            |
| 1910 | 1910                                                       |                                                            | 964                                                        |                                                            |
| 1920 | 1920                                                       |                                                            | 891                                                        |                                                            |
| 1930 | 1930                                                       |                                                            | 827                                                        |                                                            |
| 1940 | 1940                                                       |                                                            | 695                                                        |                                                            |
| 1950 | 1950                                                       |                                                            | 565                                                        |                                                            |
| 1960 | 1960                                                       |                                                            | 498                                                        |                                                            |
| 1970 | 1970                                                       |                                                            | 393                                                        |                                                            |
| 1980 | 1980                                                       |                                                            | 470                                                        |                                                            |
| 1990 | 1990                                                       |                                                            | 542                                                        |                                                            |
| Anm: Källor: Umeå universitet - Tabellverket 1749-1859, Demografiska databasen, CEDAR, Umeå universitet |                                                            |                                                            |                                                            |                                                            |